# Friedrich Lengfeld
Friedrich Lengfeld (Grunwald, distrito de Glatz, Silesia, 29 de septiembre de 1921-Froitzheim, 12 de noviembre de 1944) fue un Teniente de la Wehrmacht y comandante de la compañía de la 2 ª Compañía de Füsilierbataillons la 275 ª División de Infantería.

## Reconocimiento
Friedrich Lengfeld fue empleado como comandante de la compañía durante la lucha en la batalla de Hürtgenwald. En la mañana del 12 de noviembre de 1944, un herido estadounidense pidió ayuda en un campo minado. El teniente Lengfeld dio órdenes de no disparar contra cualquier médico americano atacante.
Dado que las horas de asistencia continuaron incluso después de horas, el Teniente Lengfeld ordenó a sus propios paramédicos formar un grupo de rescate, que pasó a sus propias minas blindadas, cuya posición era relativamente fácil de detectar. Cuando Lengfeld, a la altura del severamente herido estadounidense, cruzó la calle, un artillero lo alcanzó y cayó al suelo. Lo más pronto posible fue trasladado al sitio de la asociación Lukas-Mühle y más tarde a la oficina central de Froitzheim, donde se confirmó su muerte.
Hay un monumento en su honor en el Ehrenfriedhof Hürtgen. Además del monumento de Karl-Heinz Rosch en los Países Bajos, este es el único monumento conocido para un soldado del ejército alemán, que fue erigido por los opositores de entonces.
Friedrich Lengfeld descansa en el cementerio de guerra en Düren - Rölsdorf (tumba final: tumba 38).
- Datos: Q1460726